# Prána
A prána (szanszkrit: प्राण, átírva prāṇa, jelentése: szél, az élet lehelete) a hinduizmusban életerőt vagy életenergiát jelent. Az élőket a holtaktól megkülönböztető életerő. Hasonló fogalom mint a kínai filozófiában a csi (氣). 
A prána a létezés minden síkján ható erő. Bármi, ami mozog vagy él, nem más, mint a prána megnyilvánulása, kifejeződése. 
Ez az energia vagy erő univerzális alapelve. Ez az éltető erő, amely mindent áthat, lehet statikus vagy dinamikus állapotban. Minden létformában megtalálható, a legmagasabbtól a legalacsonyabbig, a hangyától az elefántig, az egysejtű amőbától az emberig, a növényi élet legelemibb formájától a fejlett állati létformákig. 
A prána a jóga tanítása szerint minden energia ősforrása. Az élet megnyilvánulásának minden síkja a felvett és az el nem használt prána – vagy abszolút energia – rezgésétől, minőségétől függ. A prána egy összetett energiarendszer, ami nélkül a fizikai test önmagában nem létezhet.
A prána a levegőből, napenergiából, a táplálékból, vízből stb. kerül a szervezetbe. A megszerzett pránát az idegrendszer veszi fel. A többletprána az agyban és az idegi központokban tárolódik. Amikor a mag energiája spirituális energiává alakul át, bőséges prána szabadul fel. Ez az agyban tárolódik ódzsaszként. A gondolkodás, akarás, cselekvés, mozgás, beszéd és az ezekhez hasonló tevékenységek pránát használnak fel. Egy egészséges, ereje teljében levő ember bővelkedik pránában vagy életerőben és erősek az idegei. 
Pránát szívunk magunkba a légzéskor is. A jógi a pránájáma (légzésszabályozás) rendszeres gyakorlásával bőséges mennyiségű pránát tárol magában, ahogy az akkumulátor tárolja az elektromosságot. Az, aki nagy mennyiségű pránát raktározott el, életerőt és vitalitást sugároz a környezetének. 
A nadik és a csakrák a szervezet számára életenergiát vesznek fel a környezetből, a kozmoszból, azután rezgésekké alakítják át, ami a fizikai és az energiatestek működéséhez, fenntartásához elengedhetetlenül szükséges.